# ЗМЗ-402
ЗМЗ-402 (24д) — семейство бензиновых 4-цилиндровых автомобильных двигателей, производства ОАО «Заволжский моторный завод». Хотя само обозначение введено в 1980-х годах, сам мотор с последующими модернизациями выпускался с 1968 года (ЗМЗ-24Д).
Семейство двигателей использовалось на автомобилях Горьковского автозавода, таких как: «Волга», «ГАЗель» а также микроавтобусы «Латвия» Рижской автобусной фабрики и частично на автомобилях Ульяновского автозавода.

## История
Конструктором А.Е. Купченко для «Волги» был разработан совершенно новый двигатель, верхнеклапанный, с полусферическими камерами сгорания, расположенными не в ряд, а под углом клапанами, впускным коллектором на левой и выпускным на правой стороне головки цилиндров, цепным (а не шестерёнчатым) приводом высоко расположенного распредвала. Такие двигатели устанавливались на прототипы 1954—1955 годов.
В процессе испытаний, однако, он показал себя недостаточно экономичным и не развивал достаточного крутящего момента на малых оборотах с полной нагрузкой, и впоследствии его так и не смогли довести до должного уровня. На серийных ГАЗ-21 использовался перепроектированный вариант этого мотора, разрабатывавшийся для не пошедшей в серию «полуторки» ГАЗ-56 и имевший более традиционную конструкцию: расположенные в ряд клапана, распредвал с приводом бесшумной текстолитовой шестернёй, клиновые камеры сгорания и впускным и выпускным коллекторами справа.
Для тех лет и он был сравнительно прогрессивен, а по отдельным конструктивным решениям мог быть назван передовым, хотя его степень форсирования и мощностная отдача были относительно невелики.
Это был цельноалюминиевый (тогда — очень редко встречающееся решение) бензиновый мотор с «мокрыми» гильзами цилиндров, пятиопорным коленчатым валом (редким тогда на двигателях массовых машин), «нижним» распредвалом и рядно расположенными в головке клапанами, приводимыми в движение посредством штанг через коромысла. Камеры сгорания были клинового типа.
Несмотря на своё сравнительно высокое техническое совершенство для тех лет, он оставался четырёхцилиндровым и относительно скромным по рабочему объёму; следовательно, по плавности работы и мощностной отдаче (в абсолютных цифрах, но не удельных, по отношению к рабочему объёму) уступал силовому агрегату ещё довоенной модернизированной «Эмки» ГАЗ-11-73 того же класса с 3,5-литровым шестицилиндровым двигателем ГАЗ-11 (типа Dodge D5) мощностью в 76 л.с. с возможностью форсирования.
Десятого октября 2017 года на главном конвейере Заволжского моторного завода в корпусе № 5 был собран последний экземпляр двигателя семейства ЗМЗ-402. Он прошёл под порядковым номером 6 125 136, символизирующим общее количество двигателей семейства ЗМЗ-402, собранных за все годы их выпуска

### ЗМЗ-24Д
Исходный проект включал в себя также электромуфту вентилятора, которая управлялась датчиком, включавшим вентилятор системы охлаждения только при достижении охлаждающей жидкостью определённой температуры, что позволяло улучшить температурный режим двигателя и снизить расход топлива — в серию эта система не пошла (впоследствии, такая система устанавливалась на первые «Волги» ГАЗ-24, но показала себя плохо и с 1972 года устанавливать её перестали).
Четырёхцилиндровый рядный двигатель жидкостного охлаждения с электронным зажиганием (используется коммутатор). Интересной особенностью является наличие маслорадиатора.
Базовый двигатель семейства ЗМЗ-402.10 в заводской комплектации использовал бензин с октановым числом 92, но варианты для такси (ЗМЗ-4021.10) и «Газелей» были рассчитаны на более дешёвое и доступное топливо с ОЧ 80 (76 по моторному методу определения октанового числа). В процессе эксплуатации многие владельцы также переделывали двигатели, изначально рассчитанные на высокооктановый бензин, под низкооктановое топливо.
Конструкция в значительной степени архаична и не претерпела серьёзных изменений с 1950-х годов. Так, например, используется коромысло-штанговый ГРМ с нижним расположением распределительного вала (OHV), схема, считавшаяся морально устаревшей даже в СССР уже в 1970-е годы по причине высокой массы деталей ГРМ, приводящей к недостижимости высоких оборотов.

## Описание конструкции
Окончательная линейка мотора сформировалась в середине 1980-х годов. 
Существовало три основные модификации внизу линейки: 
- ЗМЗ-402.10 - основной двигатель со степенью сжатия 8,2 под бензин АИ-93.
- ЗМЗ-4021.10 - двигатель со степенью сжатия 6,7 под бензин А-76.
- ЗМЗ-4022.10 - двигатель с форкамерно-факельным зажиганием.

### Блок цилиндров
Блок цилиндров отлит из высокопрочного алюминиевого сплава, термически обработан и пропитан специальной смолой для заполнения микропор и повышения герметичности. Блоки цилиндров в различные времена изготавливались по разным технологиям. ЗМЗ-21А отливались в кокиль, но начиная с ЗМЗ-24Д применили более массовый метод литьём под давлением. Однако начиная с 1980-х годов частично вернулись к кокильному литью. Если ЗМЗ-4022.10 имел исключительно кокильный блок, а ЗМЗ-4021.10 под давлением, то ЗМЗ-402.10 встречались по обеим технологиям.
Помимо разной формы производства, блоки имели различную фиксацию гильз цилиндров. У кокильного блока существует верхняя плита в расточках которой устанавливаются гильзы и фиксируются по верхнему бурту. Блок под давлением имеет открытую вверх рубашку, с фиксацией гильз по их нижнему поясу.
Преимущество двигателя состояло в том, что он был прост в устройстве и обслуживании, неприхотлив, и способным выдерживать такие перегрузки, от которых, подчас другой двигатель быстро вышел бы из строя ( перегрев, работа в повышенной нагрузке и т.п.). Простота устройства давала возможность проводить сложный (но не капитальный) ремонт двигателя в обычной мастерской, при условии выдерживания всех требований завода - изготовителя. Надёжность двигателя, в сочетании с его простотой, стали предпосылками к тому, что несмотря на то, что он был разработан много лет назад, находится в эксплуатации и по настоящее время. Помимо преимуществ у двигателя имелись также и недостатки. Один из них - это задний сальник коленчатого вала, представляющий собой набивку (верёвка, пропитанная графитовой специальной смазкой). Если двигатель эксплуатировался в режиме, когда число его оборотов не превышало 2000 - 2500 в минуту, то набивка работала эффективно, но при эксплуатации свыше 3000 об/мин она быстро теряла свои свойства, и двигатель начинал выгонять масло. Однако, набивка теряла свои свойства не только со сроком службы, но также из-за радиального биения обкатываемой шейки коленчатого вала.  Биение часто присутствует из-за использованной на заводе-изготовителе технологии бесцентровой шлифовки коленчатых валов, при которой, в отличие от классической шлифовки, соосность  всех обрабатываемых поверхностей автоматически не обеспечивается. Таким образом на многих двигателях набивка не держит масло по причине биения шейки. В сочетании с повышенными оборотами, усиленный прорыв газов сквозь кольца поднимает давление в картере, увеличивая течь масла через набивку сальника.
Ещё одной проблемой стало несовершенство проработки геометрической конфигурации газопроводов от карбюратора к ГБЦ. В результате при закрытой дроссельной заслонке карбюратора в цилиндры подавалось неравномерное количество смеси и двигатель дёргался на холостых оборотах. Автолюбители старались свести такие дёрганья к минимуму: наиболее ответственно относящиеся к этому обычно поддерживали необходимый зазор в клапанах на постоянном уровне, меняли свечи зажигания на более современные и надёжные, а также замене подвергались коммутатор и катушка зажигания - обычно использовались компоненты от двигателей автомобилей семейства "ВАЗ"
В последнее время всё большую популярность набирает процесс проработки этого двигателя, вплоть до того, что этот двигатель получает инжектор, существуют форумы любителей автомобилей "ГАЗ", где подробно описан процесс инжектирования 402-двигателя. Однако расходы, как финансовые, как и технологические, связанные с таким видом проработки оказываются порой совершенно несопоставимыми с результатом, поэтому основные усилия направляются на изыскание способов как улучшить характеристики двигателя без значительного изменения существующей конструкции. Например, некоторые автолюбители полностью реконструируют систему зажигания, превращая её в двухконтурную (как в двигателе ЗМЗ-406), при этом ставятся 2 коммутатора, две катушки зажигания, и полностью прорабатывается датчик- распределитель.
Во второй половине 1990-х годов заменён полностью новым двигателем ЗМЗ-406. В течение ряда лет двигатели производились параллельно, и автомобили ГАЗ предлагались в двух комплектациях — с двигателем 402 или же 406.
Детали к двигателю продаются повсеместно в торговых точках автозапчастей и стоят сравнительно недорого.

## Модификации
- ЗМЗ-24Д — базовая модель для ГАЗ-24 до 1986 года.
- ЗМЗ-24-01 — двигатель для использования бензина А-76 («Волга»-такси 24-01, микроавтобусы РАФ, ЕРАЗ).
- 3M3-402.10 — базовая модель для «Волг».
- 3M3-4021.10 — двигатель для использования бензина А-76, сжатие снижено до 6,7:1 («Волга»-такси 24-11, 31021 (на базе 31029), микроавтобусы РАФ, ЕРАЗ).
- 3M3-4022.10 — двигатель с форкамерно-факельной системой зажигания. Серийно выпускался для автомобилей ГАЗ-3102 «Волга» с 1981 по 1992 г.
- 3M3-4025.10 и 3M3-4026.10 — аналогичные моделям 4021.10 и 402.10 версии для «ГАЗели» и «Соболя».
- ЗМЗ-4027.10 (до 1986 ЗМЗ-24-07) — двигатель, конвертированный для работы на сжиженном газе («Волга»- такси 24-07, 24-17, 31029-71).
- ЗМЗ-410.10 (4101.10) — переработанная версия ЗМЗ-402[2], применявшаяся в легковых автомобилях «Волга» и грузовых автомобилях грузоподъёмностью 1,5 т[3][4].

## Характеристики
Двигатель ЗМЗ-402/402.10/4026.10 обладает следующими характеристиками:
- назначение: для установки на легковые автомобили и грузовые автомобили малой грузоподъёмности,
- цилиндров: 4,
- рабочий объём: 2,445 л,
- степень сжатия: 8,2,
- номинальная мощность при 4500 об./мин.: 73,5 кВт (95,98,100 л.с.),
- максимальный крутящий момент (брутто), Нм (кгсм): 182,4 (18,6) при 2400-2600 об./мин.,
- масса: 181/184 кг,
- экологический класс:0.

## Применение

### ГАЗ
- ГАЗ-24 (ЗМЗ 24Д, ЗМЗ 24-01)
- ГАЗ-24-10
- ГАЗ-3102
- ГАЗ-31029
- ГАЗ-3110
- ГАЗ-31105 (версии для такси)
- ГАЗ Газель
- ГАЗ Соболь

### УАЗ
- УАЗ-452
- УАЗ-31512 (ЗМЗ-410)[6]
- УАЗ-3303 (ЗМЗ-4104)[7]

### РАФ
- РАФ-2203 — ЗМЗ-24Д (1976—1987), ЗМЗ-402.10 (1987—1997)

### ЕрАЗ
- ЕрАЗ-762В — ЗМЗ 24-01 (1976 - 1988), ЗМЗ 4021 (1988 - 1990е)
- ЕрАЗ-762Р (рефрижератор)
- ЕрАЗ-762ВГП (грузопассажирский пятиместный фургон, с 1988 г.)
- ЕрАЗ-762ВДП «двухкабинный» (пятиместный) бортовой лёгкий грузовой автомобиль .